# Ana Austrijska
Ana Austrijska (francuski: Anne d'Autriche, španjolski: Ana María Mauricia; Valladolid, 22. rujna 1601. – Pariz, 20. siječnja 1666.) bila je infanta Španjolske, kao najstarija kćerka kralja Filipa III., koja je postala kraljica Francuske kao supruga kralja Luja XIII.
Nakon muževljeve smrti, Ana je bila regentica svome sinu Luju XIV., tijekom njegove maloljetnosti, do 1651. godine. No, stvarni je regent bio kardinal Jules Mazarin, njezin glavni savjetnik i predsjednik Vlade. Izvještaji o životu na francuskom dvoru Anina doba naglašavaju njezine loše bračne odnose, njezinu bliskost sa sinom i njezino neodobravanje bračne nevjere njezina sina prema njezinoj nećakinji i snahi Mariji Tereziji Španjolskoj.
Fiksni epitet "Austrijska", iako je rođena u Španjolskoj, naslijedila je preko majke, Margarite Austrijske, koja je pripadala obitelji Habsburg koja je vladala Austrijom od 1282. godine. Sa samo 14 godina - 1615. - Ana je udana za Luja XIII., koji je već stupio na francusko prijestolje, kojem je rodila dva sina - nasljednika krune Luja XIV. i Filipa I. Orleanskog. Zaključak ovog braka, kao što je to bilo uobičajeno tih godina, bila je politička računica. Francuska i Španjolska bile su na rubu rata, ali razboritost je prevladala - vladari zemalja sklopili su pakt o predstojećem braku dva člana kraljevskih obitelji, uslijed čega je između njih uspostavljen mir. 
Nakon što je njen sin došao na francusko prijestolje, Ana je otišla u samostan Val-de-Grâce, gdje je preminula 1666. godine, od raka dojke.

## U fikciji
Ana je jedna od glavnih likova knjige "Tri mušketira", te je zato često prikazana u filmovima, gdje su je glumile  Alexandra Dowling, Rebecca Roberts i druge.